# Sinagoga di Pisa
La sinagoga di Pisa è un edificio di culto ebraico che si trova in via Palestro 24.

## Storia e descrizione
Risale all'inizio del secolo XVII, ma fu trasformato una prima volta nel 1785 e interamente ristrutturato nel 1863 ad opera di Marco Treves. In quell'occasione fu rifatta la facciata, con portale centrale, finestre a tutto sesto, occhi ovali e timpano triangolare.

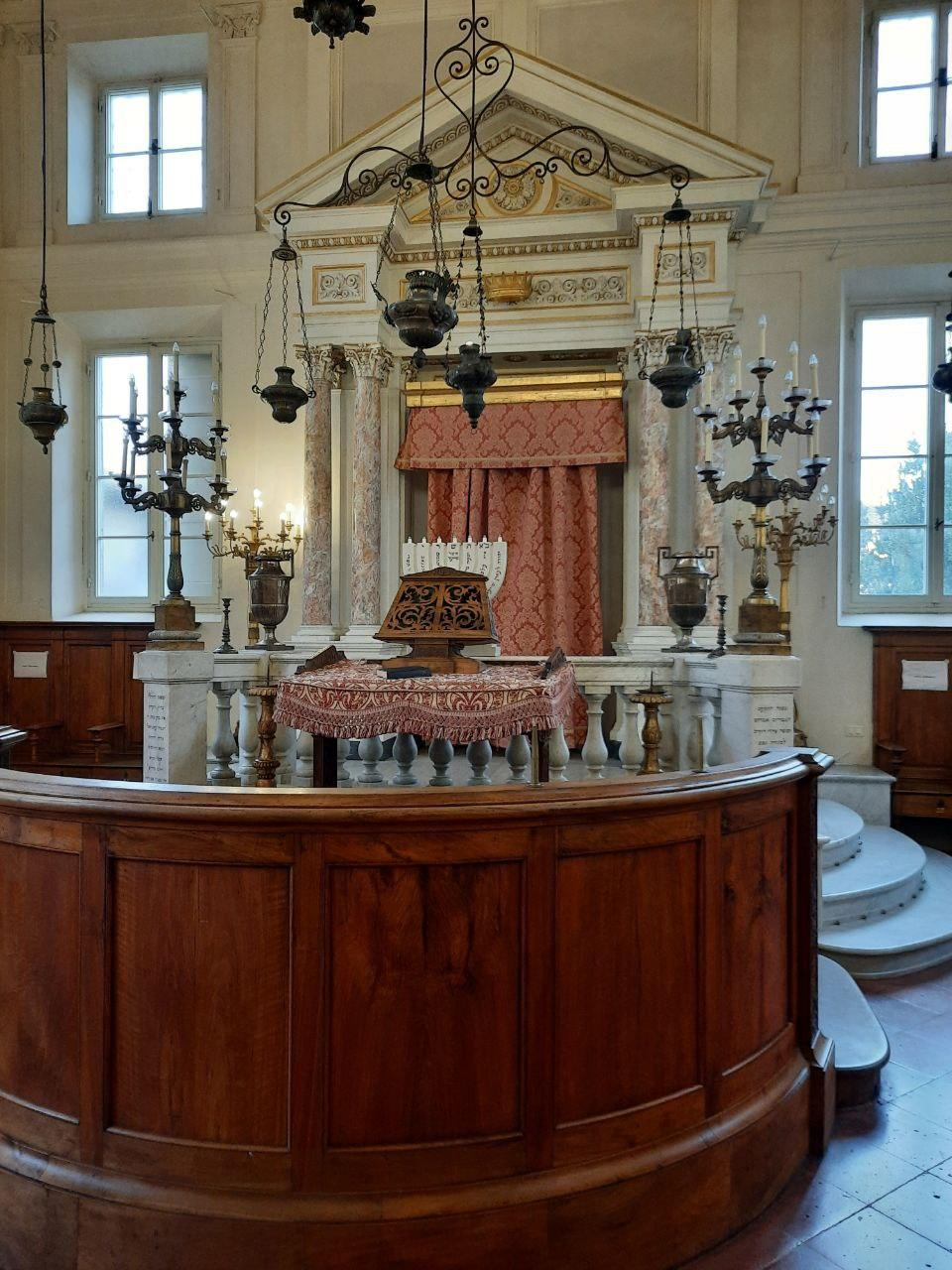
L'interno della sinagoga

Anche l'interno fu in gran parte rifatto pur mantenendo la stessa suddivisione degli spazi. Si tratta di una grande aula quadrata, con matroneo su di un ballatoio sporgente in corrispondenza dell'ingresso e pareti decorate da stucchi. La tevà è di legno con ringhiera a balaustri torniti mentre l'"Aròn ha-Kodesh" è di marmo affiancato da coppie di colonne con capitelli corinzi e timpano triangolare.
Tuttavia nel corso del 2007 l'edificio fu gravemente danneggiato a causa di una tempesta di fulmini la quale praticamente distrusse il tetto rendendo la sinagoga inagibile per circa otto anni terminati, il 21 giugno 2015 con la riapertura e la inaugurazione del restauro della sinagoga.
Nella cerimonia di inaugurazione sono stati presenti vari ospiti di riguardo, tra i quali anche il leader spirituale della comunità musulmana di Pisa, l'Imam Mohamed Khalil. Il rabbino della comunità ebraica di Pisa ha salutato calorosamente l'Imam definendolo "un nostro confratello".

## Storia della comunità
La prima testimonianza diretta riguardo all'esistenza di una comunità ebraica a Pisa risale alla seconda metà del dodicesimo secolo, tratta dal resoconto di viaggio di Beniamino di Tudela. Da allora, grazie a varie documentazioni della comunità, risale una presenza stabile della comunità fino al diciottesimo secolo. Durante il diciottesimo secolo la popolazione ebraica comincia a subire una crescita, dovuta tra l'altro ad un maggiore trasferimento in città di numerosi commercianti ebrei provenienti dalla comunità di Livorno, come anche l'aumento generale del tenore di vita. Durante i primi decenni del ventesimo secolo parte dei membri della comunità fecero parte dell'ambiente politico e sociale della città. Un esempio di tale partecipazione della comunità fu la carica di sindaco della città coperta da Alessandro D'Ancona, noto membro della comunità ebraica pisana, come anche il grande coinvolgimento da parte della comunità in iniziative patriottiche durante la prima guerra mondiale. Nel corso del 1938, in seguito alle leggi razziali i membri della comunità subirono vari disagi e persecuzioni che hanno danneggiato ampiamente la vita della comunità. Dal dopoguerra in poi, la comunità ebraica si occupò rigorosamente affinché gli ebrei di Pisa potessero tornare e mantenere la loro presenza in città. Oggi la comunità pisana funge come punto di riferimento anche per le comunità ebraiche di Lucca e Viareggio.

## Episodi di antisionismo
Nella notte del 12 gennaio 2009, il muro della facciata della sinagoga è stato imbrattato da anonimi mediante 5 uova riempite di vernice rossa. Secondo le forze dell'ordine l'evento è legato ai disordini avvenuti a Gaza nello stesso periodo.